# Gustav Schmalbach
Gustav Schmalbach, geboren als Wilhelm Karl August Otto Gustav Schmalbauch, (* 12. Februar 1880 in Braunschweig; † 17. August 1931 ebenda) war ein deutscher Unternehmer. Er führte zusammen mit seinem Bruder Willi ab 1904 das von ihrem Vater Andreas Schmalbauch 1898 in Braunschweig gegründete Unternehmen J. A. Schmalbach fort.

## Leben
Gustav war das jüngste der drei Kinder der Eheleute Andreas Schmalbauch und Johanne Schmalbauch geb. Beste († 1923). Als ältere Geschwister wurden 1875 Willi und 1877 Emma geboren. Nach dem Besuch der Schule leistete Gustav zunächst seinen Wehrdienst ab und trat anschließend in das väterliche Unternehmen ein, um dort eine Lehre zu absolvieren.:251 Nachdem 1899 Bruder Willi vom Vater zur Unterstützung in das Unternehmen zurückgerufen worden war, arbeiteten beide Brüder arbeitsteilig, Willi übernahm die kaufmännische, Gustav die produktionstechnische Leitung.:527
Andreas Schmalbauch starb nach kurzer Krankheit Anfang 1904 mit 53 Jahren. Daraufhin übernahmen die beiden Söhne die Gesamtleitung des Unternehmens, das zur Zeit des Ersten Weltkriegs in großem Maßstab Konservendosen herstellte. Um nicht weiter nur ausschließlich von landwirtschaftlichen Saisonprodukten abhängig zu sein, wurden neue Abnehmer für die Dosen gesucht, die schließlich in der Fleischwaren- und Fischindustrie gefunden wurden.:252 Das Unternehmen wuchs dadurch überregional weiter.
Mit Beginn des Ersten Weltkriegs wurde Gustav eingezogen. Während der Fronturlaube arbeitete er weiterhin im Unternehmen. Nach Kriegsende versuchte Gustav, der wie sein Vater und sein Bruder für seine Innovationsfreundlichkeit bekannt war, neue Produktionstechniken für eine weitere Automatisierung und Mechanisierung der Dosenproduktion einzuführen und experimentierte auch mit dem Einsatz von Kunststoffen.:254
Zusammen mit seinem Bruder war Gustav bis 1927 Leiter der OHG, dann Alleingesellschafter und Geschäftsführer der GmbH. Gleichzeitig war er im Vorstand der Union Blechwarenwerke, einer von ihm und anderen Unternehmern aus Braunschweig und Umgebung gegründeten Holding-Gesellschaft. Darüber hinaus saß er in den Aufsichtsräten mehrerer Braunschweiger Unternehmen, wie den Panther Fahrradwerken und der Brauerei Feldschlößchen-Streitberg.:526
Am 20. Oktober 1904 heiratete Gustav Schmalbauch Elli Roever, mit der er sechs Kinder hatte.:255

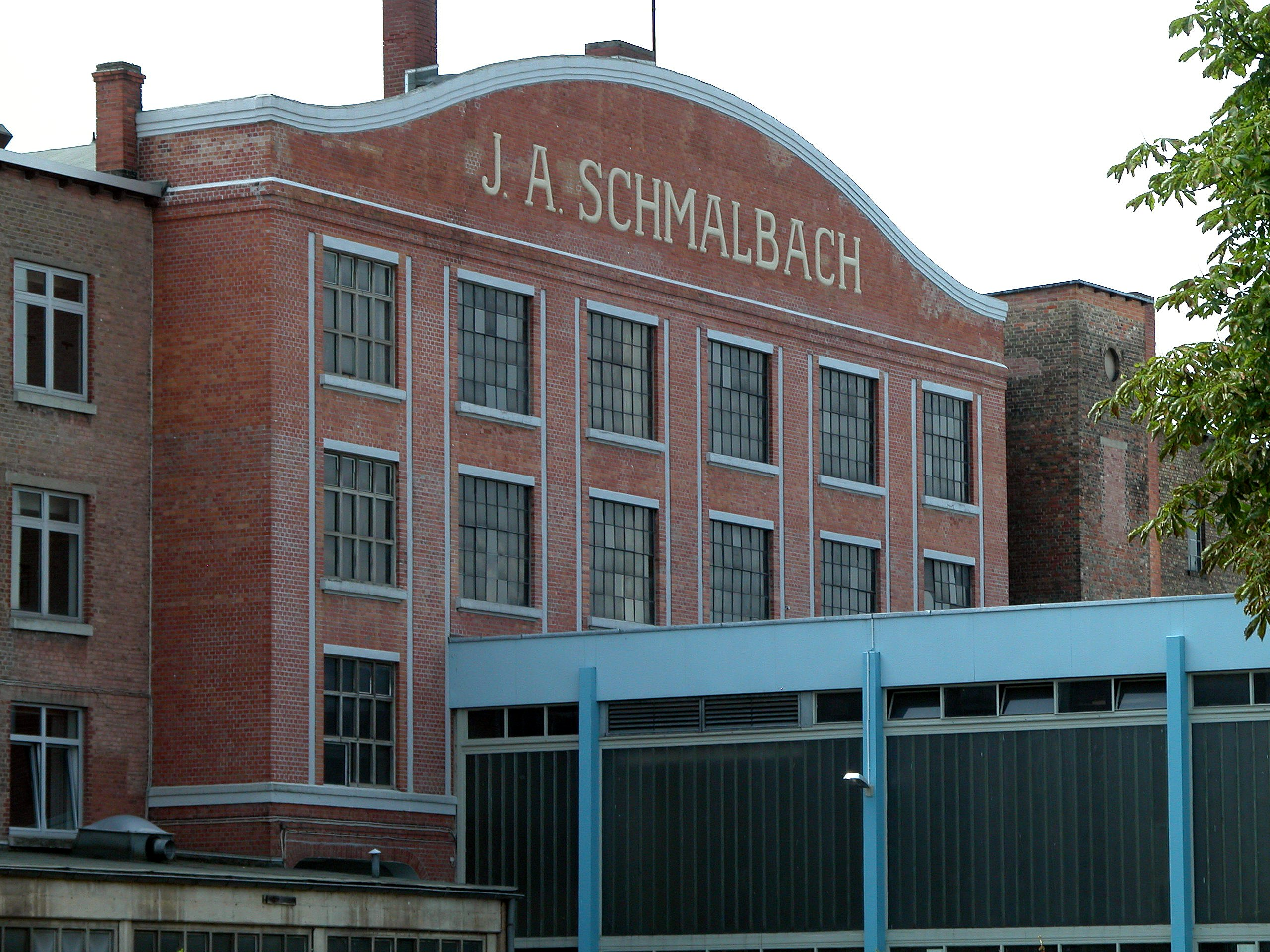
Fabrikgebäude Hamburger Straße mit dem Schriftzug „J. A. Schmalbach“

## Namensänderung
Unternehmensgründer Andreas Schmalbauch war früh der Meinung, dass sein Familienname dem Erfolg eines Unternehmens in der Lebensmittelindustrie nicht förderlich sei und beantragte deshalb die Änderung in „Schmalbach“. Diese erfolgte jedoch erst am 9. Mai 1913, neun Jahre nach seinem Tod, sodass sich erst die Nachkommen „Schmalbach“ nennen durften.:252f Auch das Unternehmen wurde umbenannt.
Am 22. Juni 1929 starb Willi Schmalbach, sodass Gustav Schmalbach die Gesamtleitung des Unternehmens zunächst allein übernehmen musste. Er verstarb knapp zwei Jahre später am 17. August 1931 im Alter von 51 Jahren an einem Herzschlag. Neuer Geschäftsführer wurde Herbert Munte (1899–1961), ein Schwiegersohn Willi Schmalbachs:257, der bereits seit 1930 gemeinsam mit Gustav Schmalbach das Unternehmen leitete.:526

## Ehrung
- Zu Ehren der Familie Schmalbach wurde die „Schmalbachstraße“ im Norden Braunschweigs benannt.